# علي باقري
علي باقري كني ((بالفارسية: علی باقری کنی))؛ من مواليد أكتوبر 1967 في كن، طهران) هو دبلوماسي إيراني يشغل منصب القائم بأعمال وزير الخارجية منذ 20 مايو 2024، وذلك بعد وفاة حسين أمير عبد اللهيان في حادث تحطم مروحية الرئيس في مايو 2024. وقبل ذلك كان يشغل منصب نائب سياسي في وزارة الخارجية الإيرانية منذ سبتمبر 2021.

## حياته المهنية
شغل باقري منصب نائب أمين المجلس الأعلى للأمن القومي الإيراني من عام 2007 إلى عام 2013، وعمل كمستشار في ذلك المجلس. وكان أيضًا رئيسًا للحملة الرئاسية لسعيد جليلي في الانتخابات الرئاسية لعام 2013. وهو نجل محمد باقر باقري، عضو سابق في مجلس الخبراء وابن شقيق محمد رضا مهدوي كاني. كان دبلوماسياً منذ عام 1990.
وكان باقري هو المفاوض الرئيسي في الوساطة بين إيران والولايات المتحدة في اتفاق إطلاق سراح السجناء المبرم في سبتمبر 2023. 
شغل باقري منصب وزير الخارجية بالنيابة منذ 20 مايو 2024، بعد وفاة سلفه حسين أمير عبد اللهيان، في حادث تحطم مروحية الرئيس.